# Ciurila, Cluj

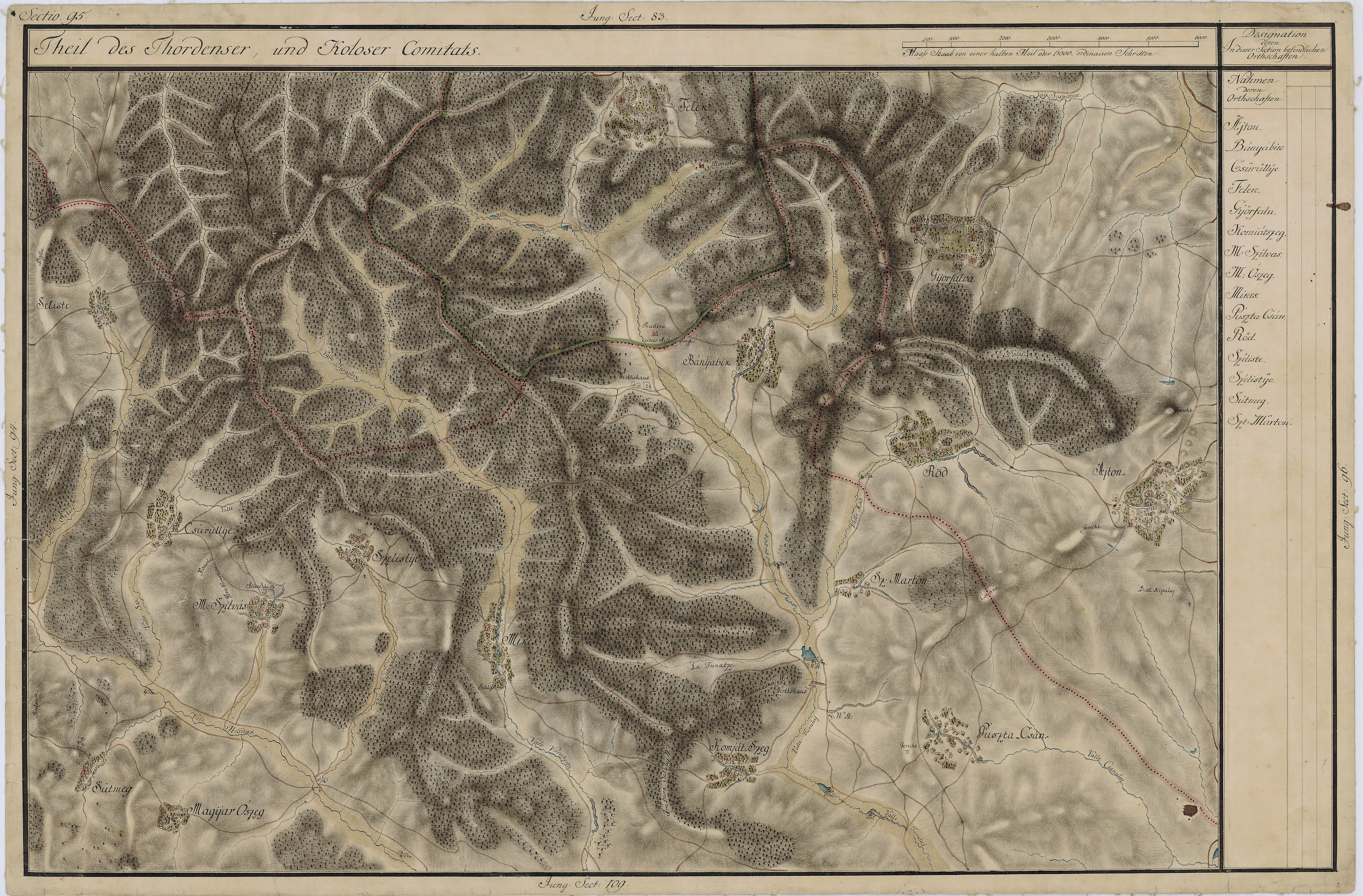
Pruniş pe Harta Iosefină a Transilvaniei,
1769-1773 (Sectio 095)

Ciurila este satul de reședință al comunei cu același nume din județul Cluj, Transilvania, România.

## Vezi și
- Biserica de lemn din Ciurila

## Imagini

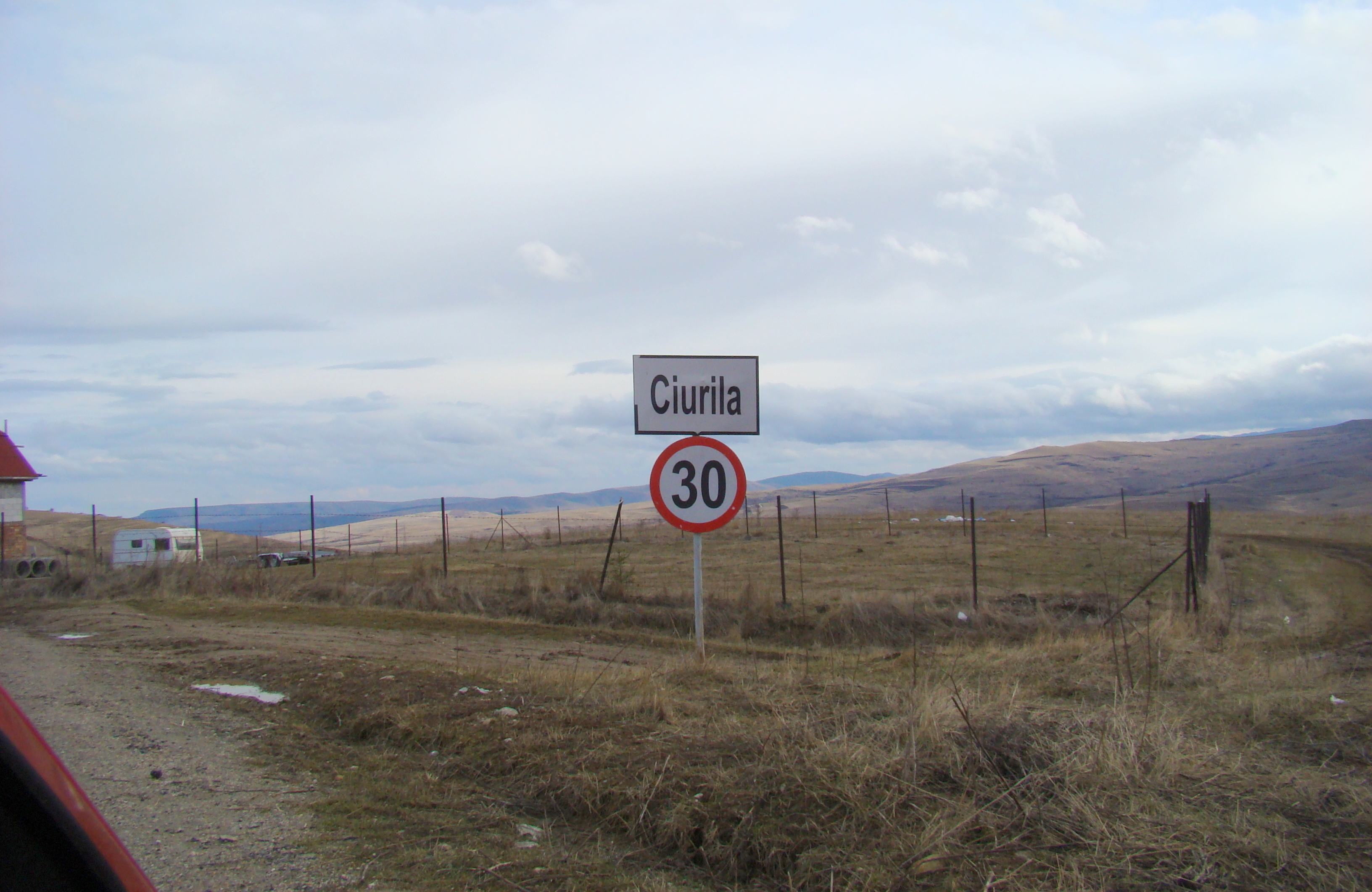
Intrarea în localitate
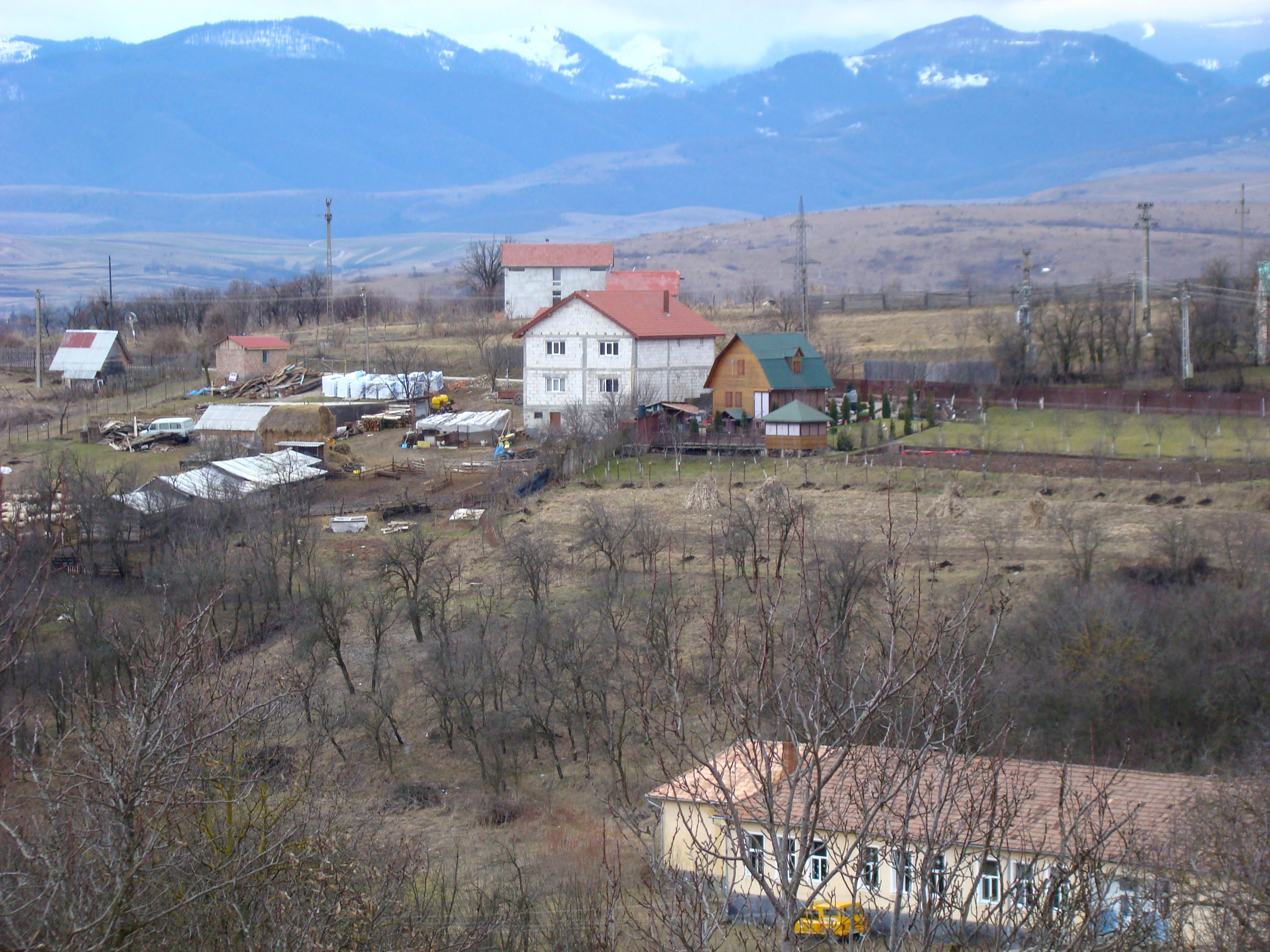
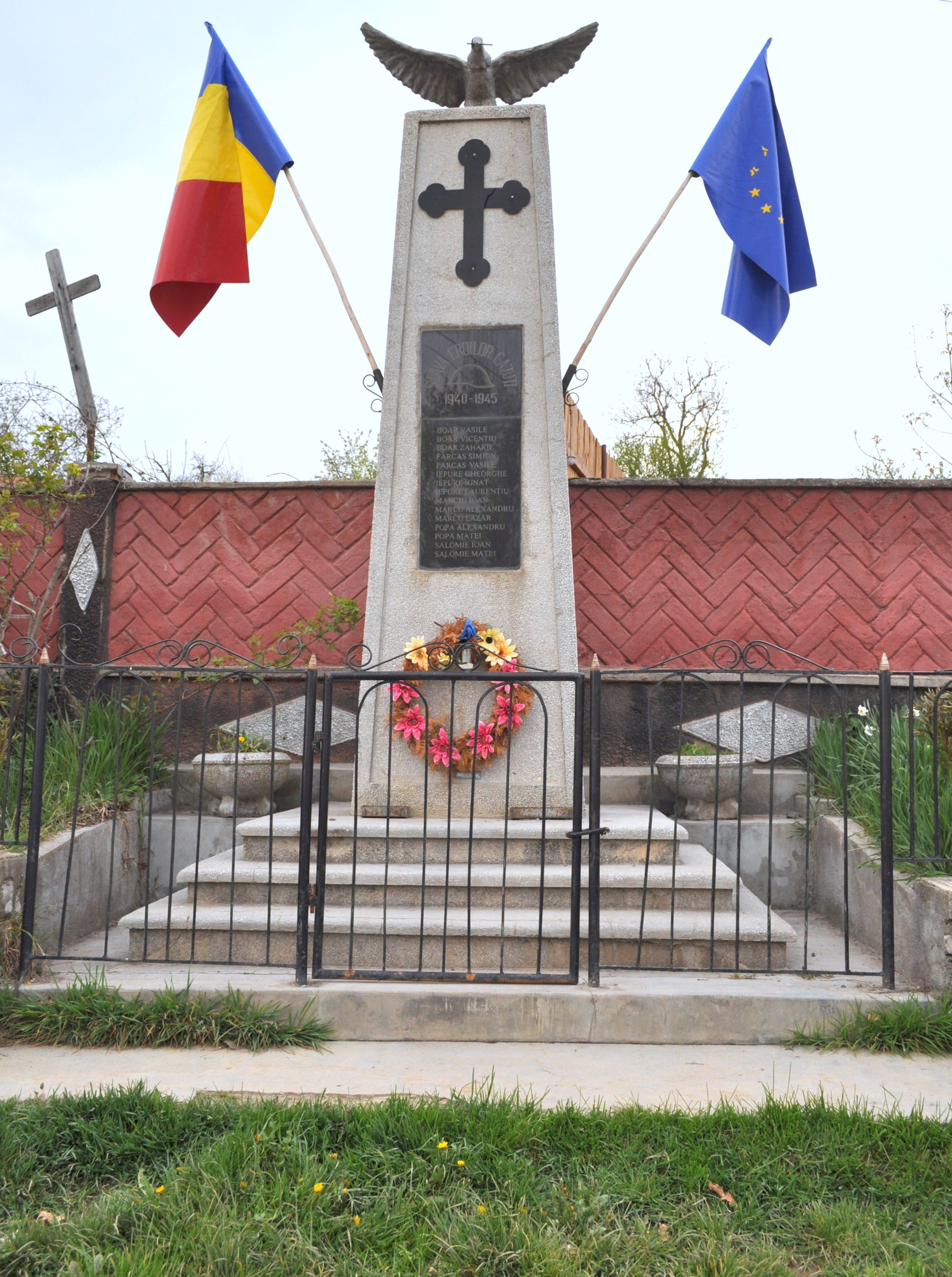
Monumentul eroilor
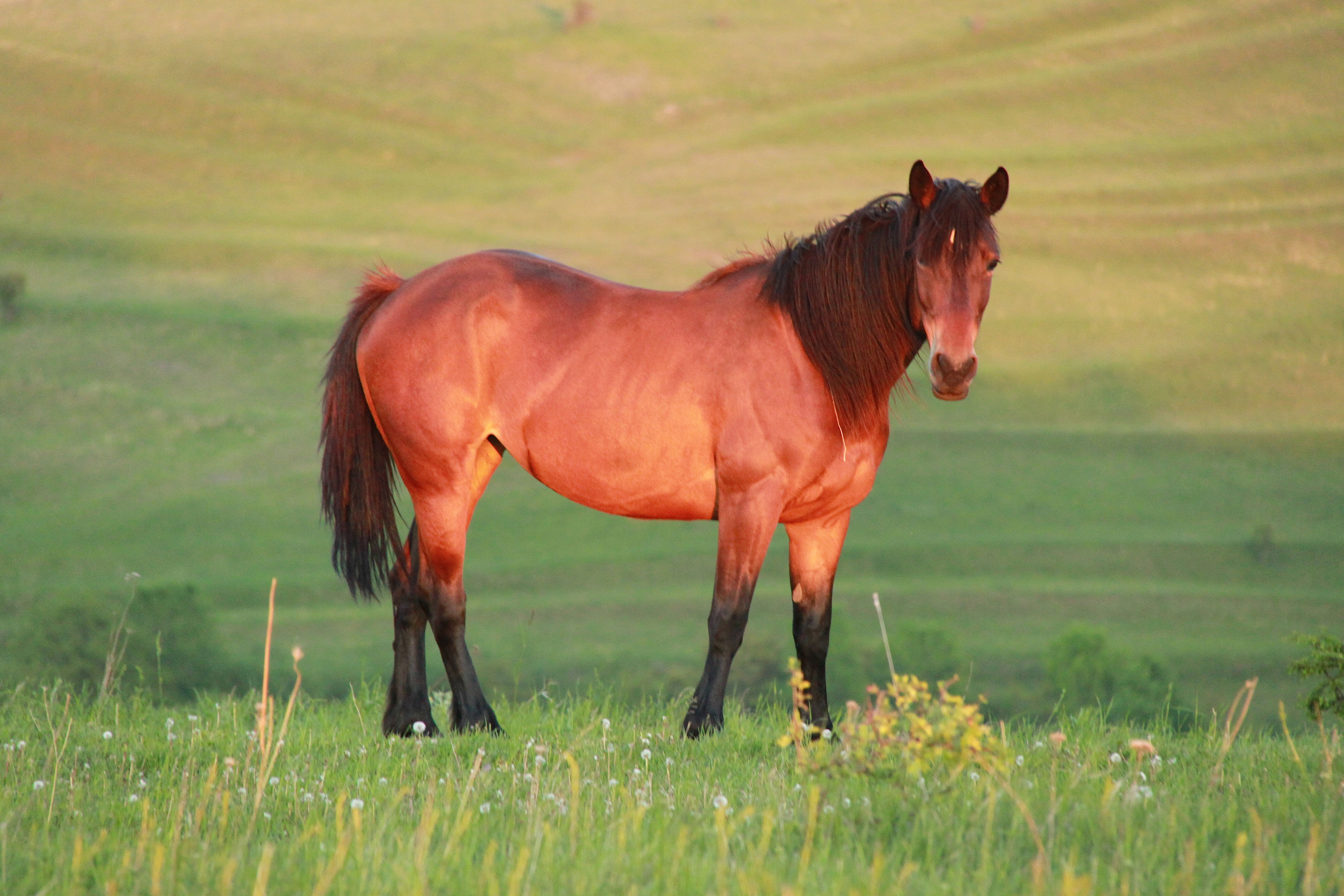
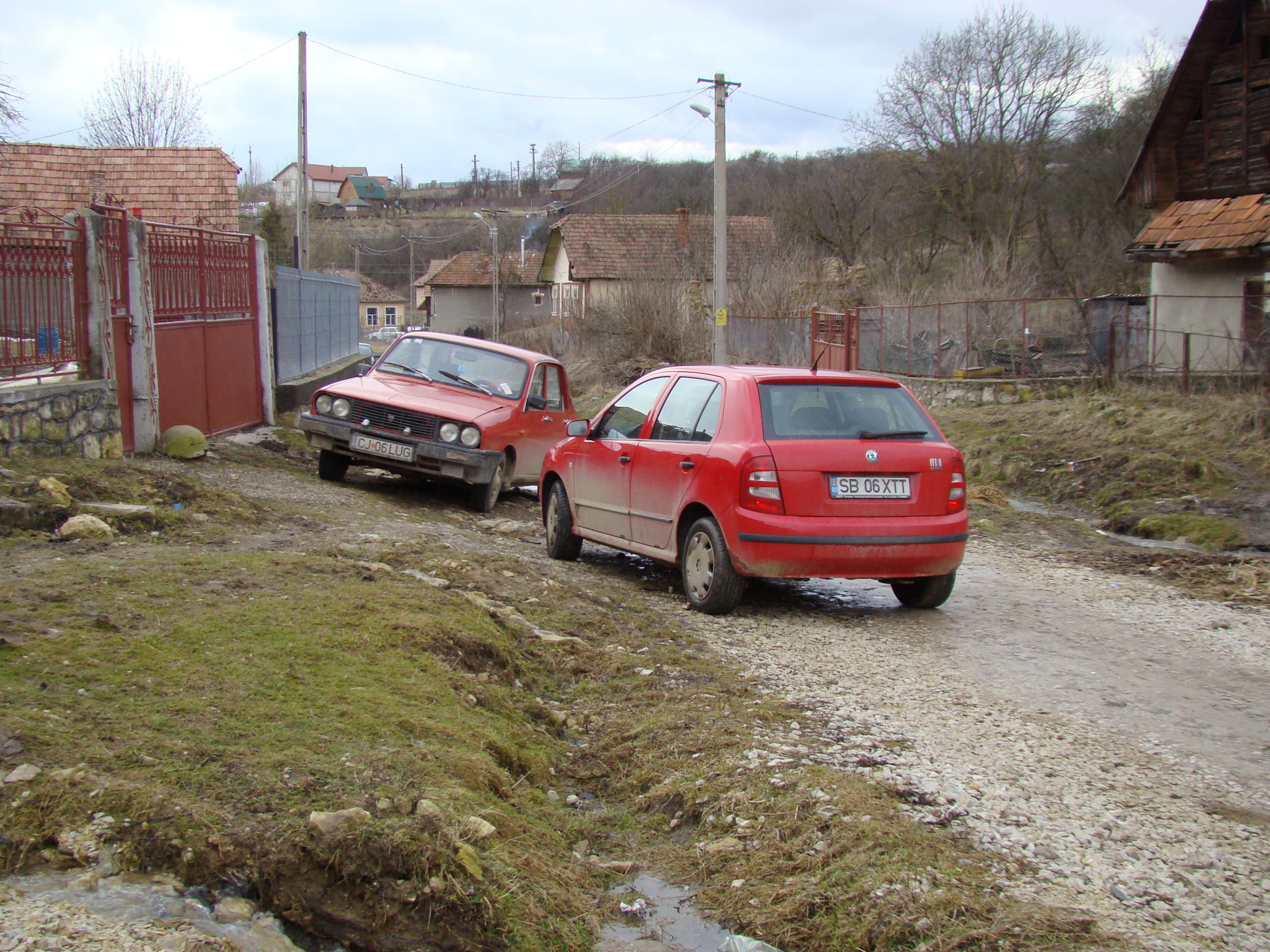
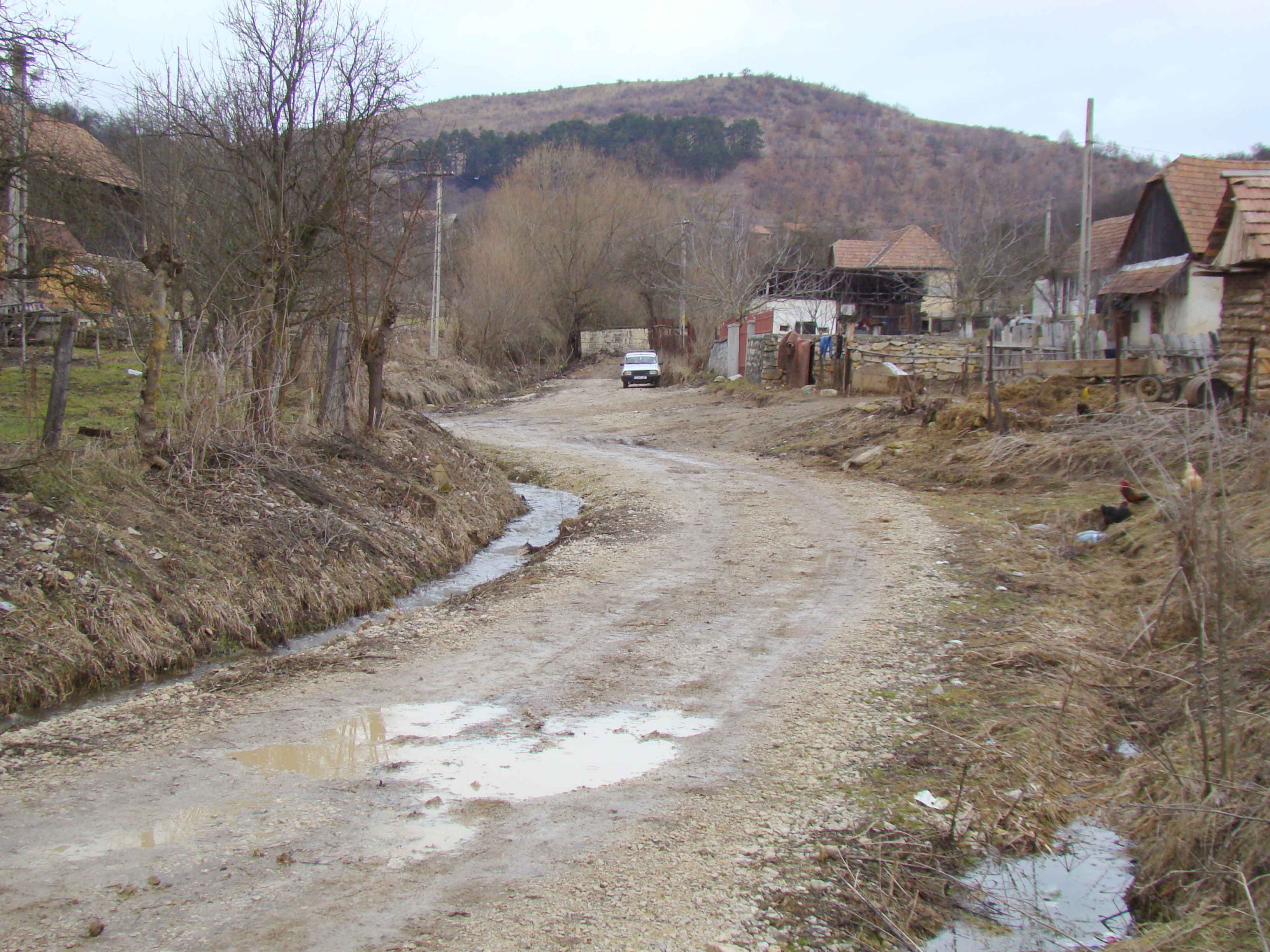
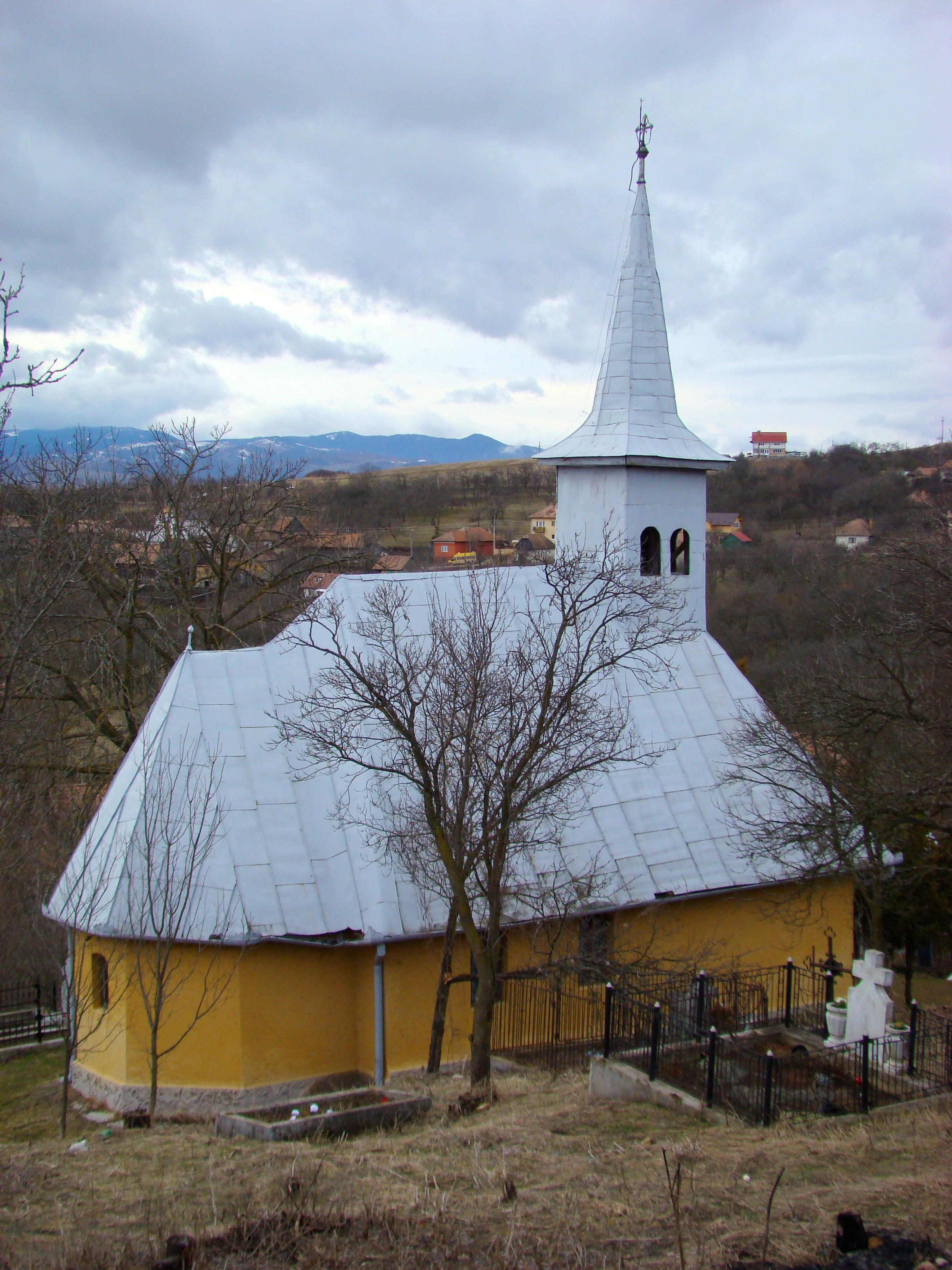
Biserica de lemn
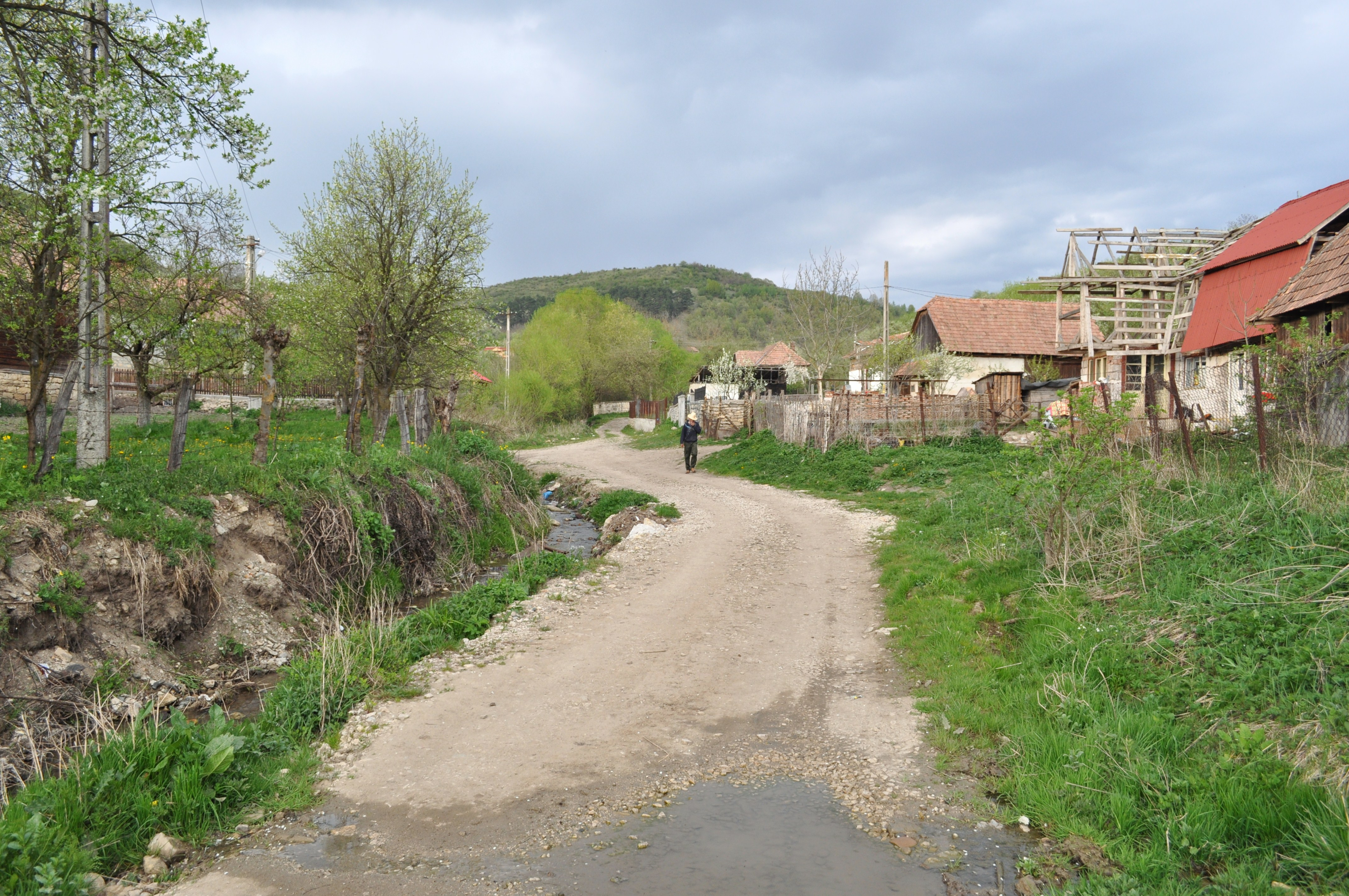